# Rusi u Urugvaju
Rusi u Urugvaju su osobe u Urugvaju s punim, djelomičnim, ili većinskim ruskim podrijetlom, ili u Rusiji rođene osobe s prebivalištem u Urugvaju. Procjenjuje se da u Urugvaju živi oko 10 tisuća ruskih iseljenika i njihovih potomaka. 

## Naseljavanje
Dva najvažnija mjesta u Urugvaju koja naseljavaju Rusi su:
- San Javier, najnaseljeniji urugvajski grad Rusima.[1][2] Grad je 1913. godine osnovala skupina ruskih useljenika, članova sekte Novi Izrael. Oni su migrirali pod utjecajem tadašnjeg duhovnog vođe Vasilyja Lubkova iz Rusije u Urugvaj.

- Colonia Ofir, područje koje naseljavaju starovjerci[2]

Također postoji i mala ruska prisutnost u Montevideu, gdje se može pronaći jedina ruska pravoslavna crkva u Urugvaju.

## Poznati pripadnici
- Vasiliy Semionovitch Lubkov, svećenik i duhovni vođa
- Vladimir Roslik, liječnik
- José Serebrier, dirigent i skladatelj
- Alejandro Stock, umjetnik
- Jorge Chebataroff, profesor, botaničar, geograf i biolog
- Volf Roitman, slikar, kipar i arhitekt